# Ty Ty
Ty Ty è un comune degli Stati Uniti d'America, situato nello Stato della Georgia, nella Contea di Tift.